# أيل سيبيريا المسكي
أيل سيبيريا المسكي أو أيل المسك أو الكَسْتُورة (الاسم العلمي: Moschus moschiferus) نوع من الثدييات يتبع جنس الأيل المسكي من فصيلة الأيائل المسكية.
شكلها الصغير يسمح لها الاختباء من الحيوانات المفترسة من خلال فتحات صغيرة في التضاريس الصخرية وأيضا يمكنه الهرب سريعا بشكل استثنائي من الحيوانات المفترسة. على الرغم من تحمل الأنياب، غزلان المسك السيبيري هي في الواقع الحيوانات العاشبة مع مصدرها الرئيسي من العناصر الغذائية، الأشنات.
ونظرا لكمية الصيد غير المشروع لغدة المسك، فإن عدد الغزلان مستمر في الانخفاض. ومن المتوقع أن ينخفض عددها إلى 30 في المائة على الأقل على مدى الأجيال الثلاثة القادمة. ومع ذلك، بدأت الجهود من كل الدول النظر في إعادة تقديم سكان الغزلان المسك.